# Stantien & Becker

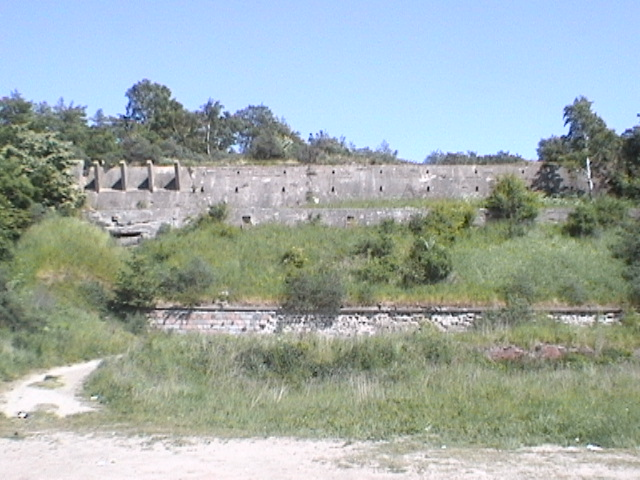
Reste der einstigen Grube „Anna“ bei Jantarny. Aus der 1883 von Stantien & Becker eingerichteten Grube wurde bis 1922 Bernstein gefördert.

Stantien & Becker war ein im Jahre 1858 von Friedrich Wilhelm Stantien und Moritz Becker in Memel, dem heutigen Klaipėda (Litauen), gegründetes Unternehmen zur industriellen Bernstein-Förderung. Das Unternehmen ging 1899 in staatlichen Besitz über.

## Firmengeschichte
Die Quellenlage zum Gründungsdatum des Unternehmens ist eindeutig, auch wenn von verschiedenen Autoren andere Jahresangaben gemacht wurden. Unklar ist allerdings, ob Stantien und Becker wegen des immensen Kapitalbedarfs außer einem weiteren Gesellschafter namens Isidor Cohn eine größere Anzahl von Gesellschaftern (Memeler Kaufleute) an der Gründung beteiligt hatten, wie in verschiedenen Quellen behauptet wird (u. a. Becker 1896).
Der Sitz des Unternehmens wurde zwischen 1870 und 1880 nach Königsberg (Klapperwiese 9a) verlegt. An den Küsten des Samlandes und im Kurischen Haff befinden sich die abbauwürdigen Lagerstätten des Baltischen Bernsteins. Daher lag der Schwerpunkt der Unternehmenstätigkeit auf dem industriellen Abbau Baltischen Bernsteins in diesen Regionen. Daneben wurde – wenn auch in deutlich geringem Umfang – in Roudný (Tschechien) ab 1893 Goldbergbau betrieben, der nach Verkauf der Firma an den preußischen Staat von Moritz Becker fortgesetzt wurde.
Friedrich Wilhelm Stantien und Moritz Becker ergänzten sich auf glückliche Weise. Stantien war die treibende Kraft auf dem Gebiet der Technik. Er entwickelte wirtschaftliche Verfahren zur Bernsteingewinnung und -aufbereitung ständig weiter und leitete den technischen Teil des Unternehmens. Becker war der Kaufmann, der sich in erster Linie um Absatzwege kümmerte und dem hervorragende Verbindungen zu Behörden und Kapitalgebern nachgesagt wurden. Becker war es auch, der Niederlassungen des Unternehmens im Ausland vorantrieb. Bis 1885 waren Vertretungen von Stantien & Becker in Asien (Bombay, Kalkutta, Shanghai, Tokio, Hongkong), Afrika (Kairo), Amerika (New York, einige Länder Lateinamerikas) und besonders im europäischen Ausland (u. a. Wien, Paris und London) eingerichtet. Die Unternehmer verstanden es, der Nachfrage durch Bereitstellung eines Sortimentes, in dem das Rohmaterial nach verschiedenen Qualitätsmerkmalen stark diversifiziert wurde (bis zu 250 Handelssorten), in einer Weise nachzukommen, dass die Erwerber zielgerichtet für ihren Zweck einkaufen konnten und dadurch die Weiterverarbeitung optimieren und den entstehenden Abfall minimieren konnten. Mit dieser Neuorganisation des Rohbernsteinhandels ging eine Steigerung der Nachfrage einher.
Das Unternehmen florierte von Anfang an, wozu insbesondere die von 1862 bis 1890 betriebene Bernsteinbaggerei im Kurischen Haff bei Schwarzort beitrug, in der bis zu eintausend Menschen beschäftigt wurden. Zuvor waren verschiedene private und staatliche Versuche fehlgeschlagen, Bernstein bergmännisch zu fördern. Ab 1873 wurde Bernstein auch an der samländischen Küste gewonnen, wo er heute noch im Tagebau bei Jantarny von einem russischen Unternehmen gefördert wird. Der wirtschaftliche Erfolg von Stantien & Becker drückt sich unter anderem in den Fördermengen, Umsätzen und Pachtzahlungen an den Staat aus. So wurden beispielsweise im Jahre 1890 an der samländischen Küste mehr als 200 Tonnen gefördert. Der Erlös hierfür soll rund 1.800.000 Goldmark betragen haben. Die Gesamtförderung (Baggerei, Bernsteingräberei und bergmännische Gewinnung) hat in manchen Jahren 400 bis 500 Tonnen erreicht. Die Pachteinnahme des Staates erhöhte sich von durchschnittlich 27.000 Mark vor 1879 auf 827.000 Mark kurz vor Übernahme des Unternehmens in Staatsbesitz (1899).
Ab dem Jahr 1879 wurde der sogenannte Pressbernstein hergestellt und vertrieben: Kleine, bis dahin relativ wertlose und nicht verarbeitungsfähige Bernsteinstücke konnten mit Hilfe eines technischen Verfahrens zu größeren Blöcken „verschmolzen“ werden, die sich dann wie größere Rohbernsteinstücke bearbeiten ließen. Die Fabrikation von Pressbernstein (auch Ambroid genannt) verbreitete sich schnell (um 1900 lag die Jahresproduktion bei rund 20 Tonnen), so dass der Preis vor allem für größere Rohbernsteinstücke allmählich verfiel. Stantien & Becker versuchten, ihre monopolähnliche Marktstellung einzusetzen, um dem weiteren Vordringen des Pressbernsteins entgegenzuwirken, indem sie beispielsweise den Verkauf ihres Bernsteins an die Bedingung knüpften, diesen nicht an Fabrikanten von Pressbernstein weiterzuverkaufen. Nicht zuletzt aus diesem Grunde kam es zu rechtlichen Auseinandersetzungen zwischen Stantien & Becker und Rohbernstein verarbeitenden Betrieben in Deutschland, von denen sich einige aufgrund dieser Geschäftspraktiken vor dem Ruin sahen. Der Ausgang eines solchen Rechtsstreites (hervorgerufen durch eine Fa. Westphal in Stolp) zum Nachteil von Stantien & Becker wird als ein entscheidender Auslöser für den 1899 vollzogenen Verkauf des Unternehmens an den Staat angesehen.
Berichte, wonach Becker seinen Kompagnon Stantien im Jahre 1871 aus dem Unternehmen „gedrängt“ haben soll, treffen vermutlich nicht zu. Becker selbst (sh. Becker 1896) verweist darauf, dass auf jeden Fall Stantien, wahrscheinlich aber auch Cohn, im Jahre 1883, zum 25. Firmenjubiläum, noch Mitinhaber des Unternehmens waren. Zumindest zeitweilig waren zwei Söhne von Becker ebenfalls Gesellschafter (Eintrag im Verzeichnis der Königsberge Kaufmannschaft aus dem Jahre 1893). Spätestens im Jahre 1899 jedoch war Becker alleiniger Inhaber. In diesem Jahr verkaufte er das Unternehmen an den preußischen Staat. Der preußische Landtag hatte für den Erwerb des Unternehmens eine Kaufsumme von 9,75 Millionen Mark bewilligt. Ob diese Summe in voller Höhe zur Auszahlung kam und ob in diesem Betrag womöglich noch andere Besitzungen von Becker enthalten waren, ist nicht eindeutig belegt. Stantien soll bei seinem Austritt aus dem Unternehmen, dessen Zeitpunkt umstritten ist, von Becker mit zwei Millionen Mark abgefunden worden sein. Mit dem Erwerb von Stantien & Becker durch den preußischen Staat endet die Geschichte dieses Unternehmens. Die nun staatliche Bernsteinförderung erfolgt zunächst unter dem Namen „Königliche Bernsteinwerke Königsberg“, ab 1919 unter „Staatliche Bernsteinwerke“ und ab 1924 als „Preußische Bergwerks- und Hütten AG, Zweigniederlassung Bernsteinwerke Königsberg i.Pr.“

## Bernsteinförderung
Die Entwicklung von Technologien, mit deren Hilfe Bernstein im industriellen Maßstab gefördert werden konnte, und die Neugestaltung der Vermarktung der Rohware sind unzweifelhaft Verdienste des Unternehmens, die weit über dessen Existenz hinaus ihre Wirkung entfaltet haben.
Die Förderung von Bernstein erfolgte bis zum Eintritt des Unternehmens in die Geschichte nahezu ausschließlich durch Bernsteinstechen, Bernsteinfischen und Absammeln der Strände. Die hiermit erzielte Ausbeute ist schwer zu schätzen. Runge gibt für den Küstenabschnitt zwischen Danzig (Gdańsk) und Memel (Klaipėda) 25 bis 30 Tonnen pro Jahr an, Tesdorpf hingegen nennt für die Region der Bernsteinküste fünf bis sieben Tonnen pro Jahr. Bereits in der Zeit von 1781 bis 1806 wurde in kleinem Umfang Bernstein gewonnen, indem in den Seebergen bei Groß Hubnicken Schächte und Stollen in die bernsteinführenden Sedimente getrieben wurden. Versuche, Bernstein von Tauchern fördern zu lassen, gab es schon rund 150 Jahre vor der Firmengründung unter dem Preußenkönig Friedrich Wilhelm I.; sie waren aber mangels geeigneter Ausrüstung zum Scheitern verurteilt. Stantien & Becker entwickelten in der zweiten Hälfte des 19. Jahrhunderts Baggertechniken, Tauchtechniken und Fördertechniken für den Tagebau und Tiefbau an Land, die sich allesamt als sehr effizient erwiesen.

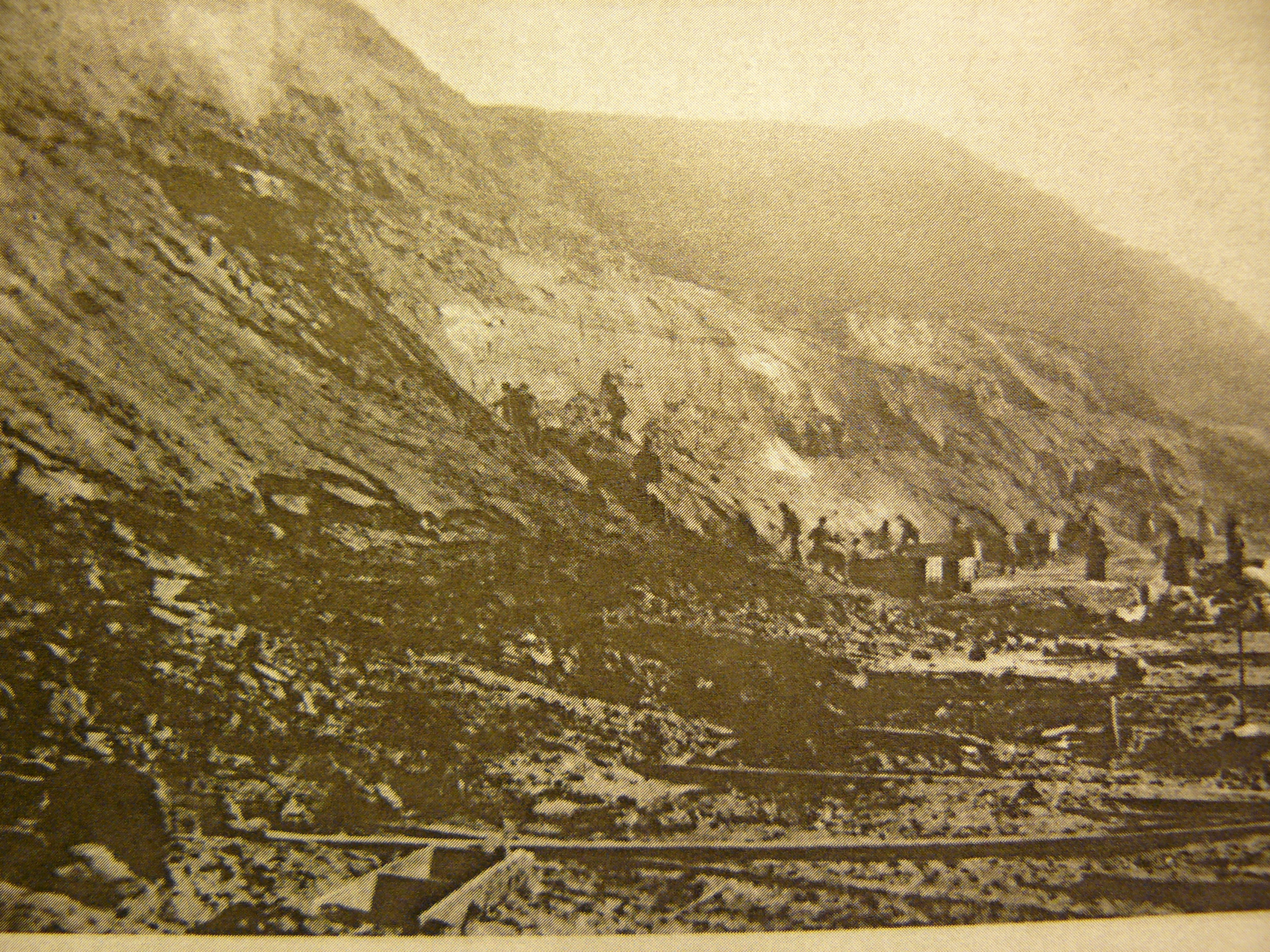
Bernsteingewinnung aus der Steilküste zwischen Hubnicken und Kraxtepellen (Samland), 1870er Jahre

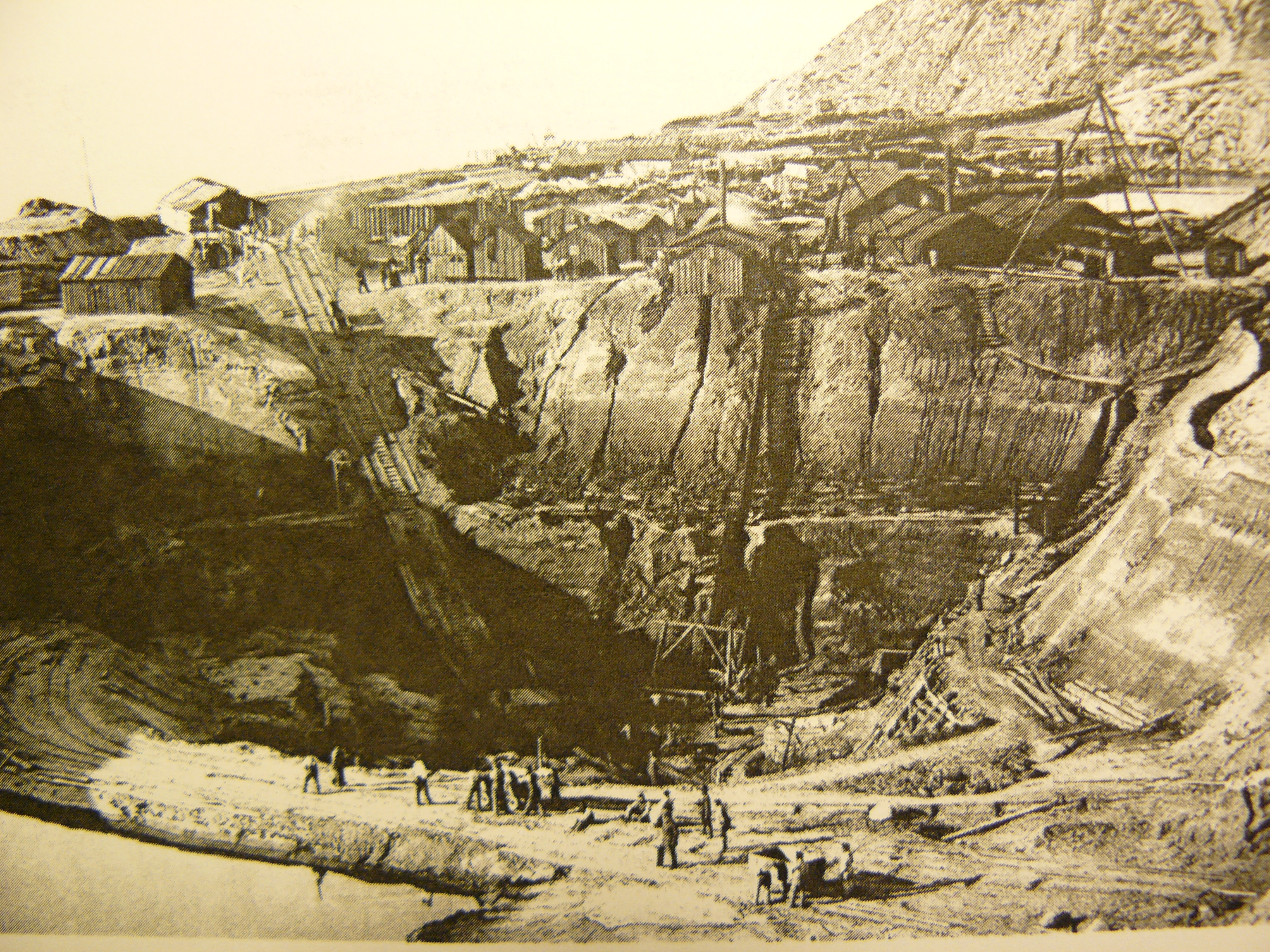
Bernsteingewinnung im Tagebau bei Palmnicken (Samland), um 1874

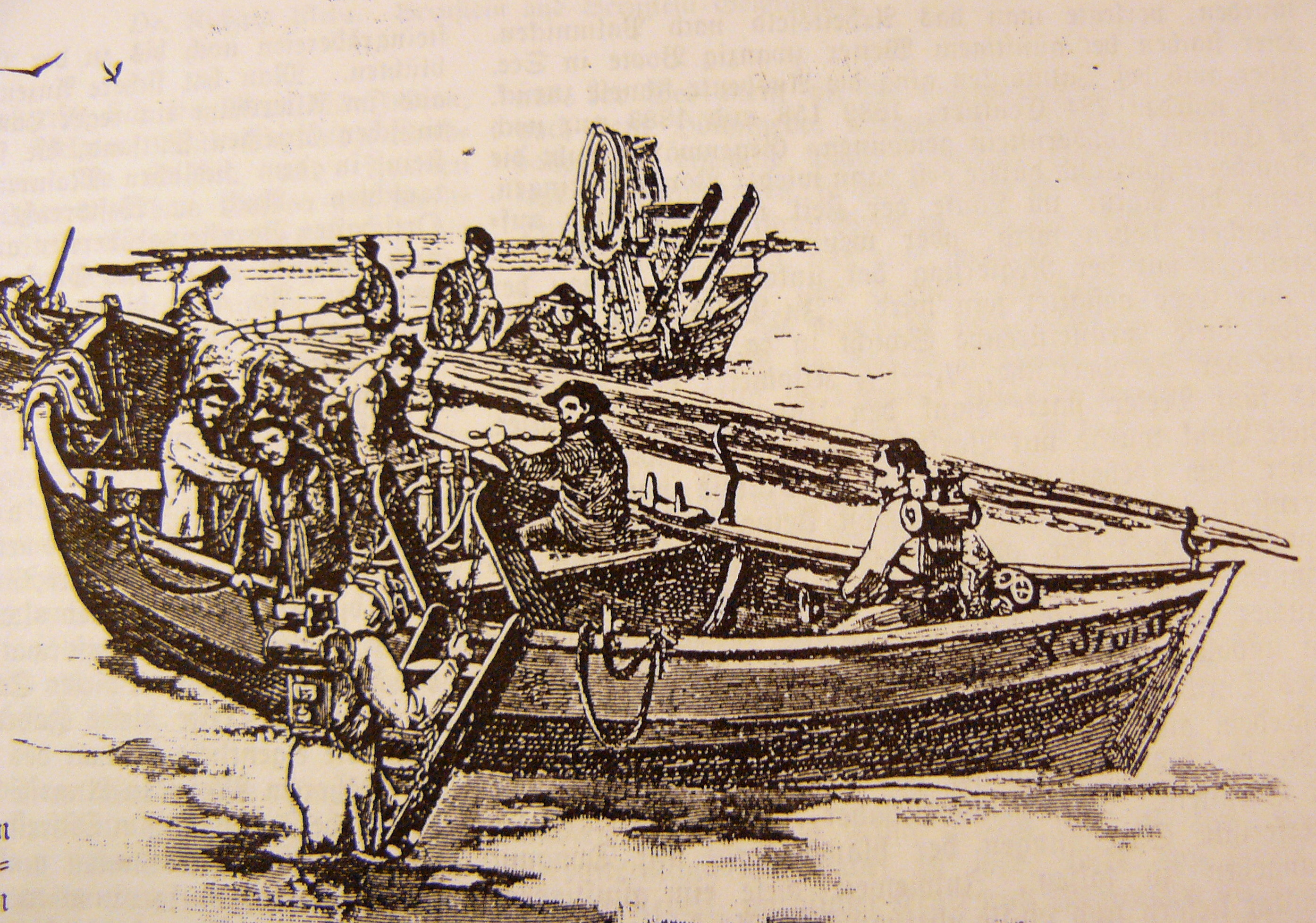
Taucherboote am Strand von Palmnicken (um 1880)

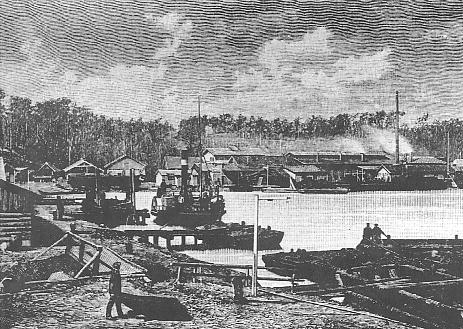
Die Flotte von Stantien & Becker im Hafen von Schwarzort (um 1880)

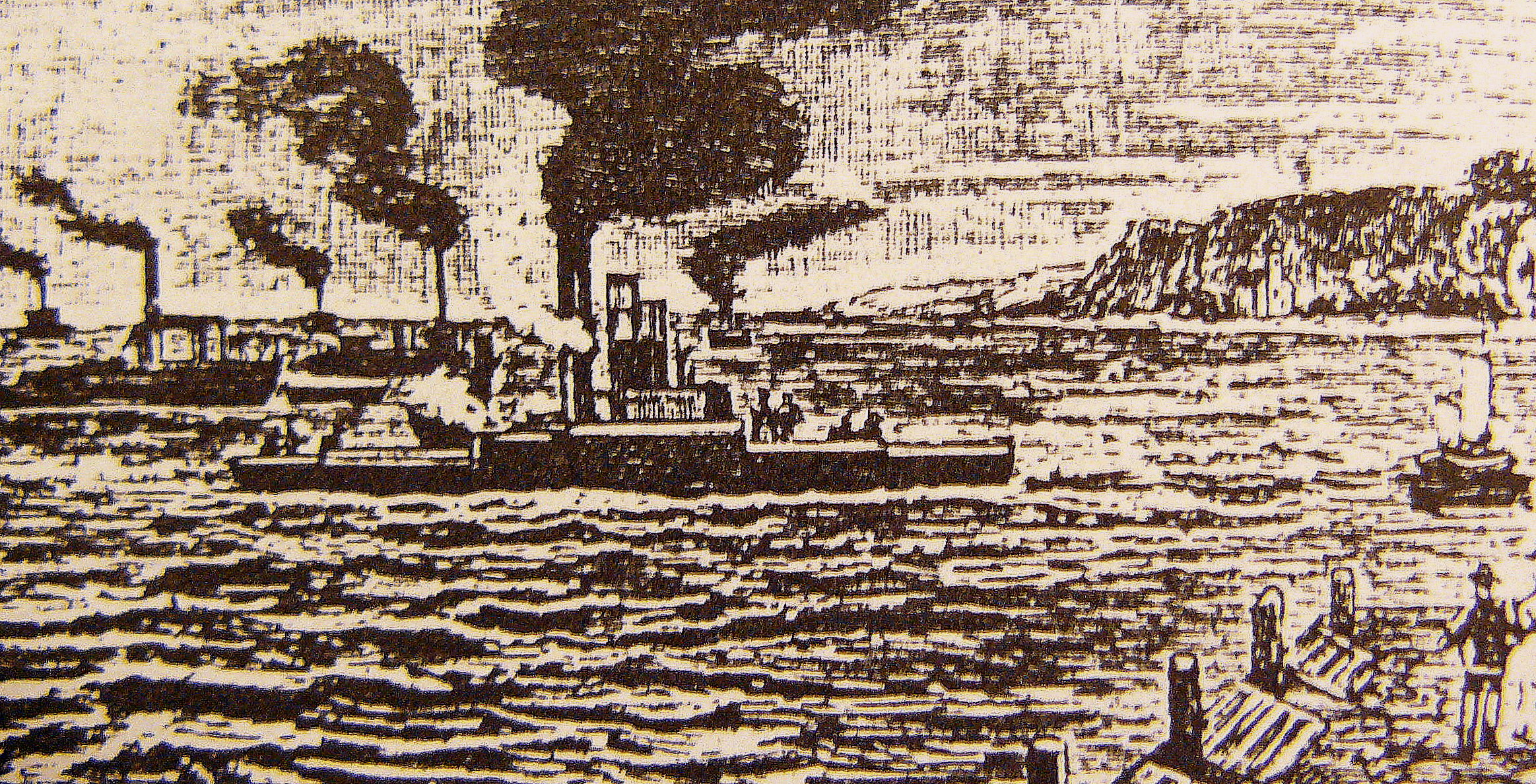
Dampfbagger an der Küste vor Schwarzort (um 1880)

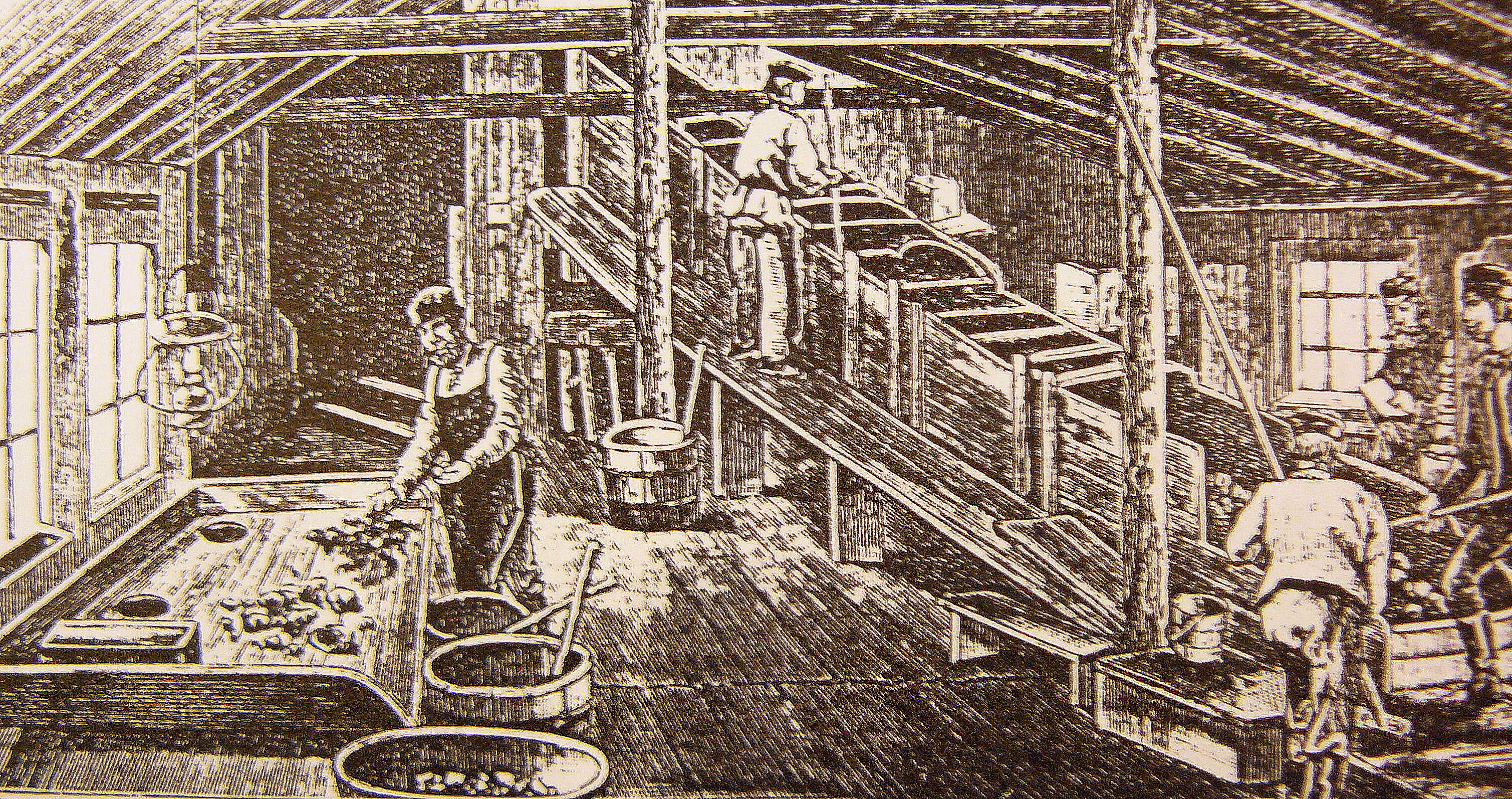
Bernsteinwäscherei in Palmnicken (um 1880)

Das von Stantien & Becker wiederbelebte Tauchen nach Bernstein war zwar nur wenige Jahre erfolgreich, weil die Vorräte am Meeresgrund schnell erschöpft waren, erreichten aber in den Jahren von etwa 1868 bis 1885 ein beträchtliches Ausmaß. So wurden bis zu 50 Tauchboote eingesetzt und mehr als 300 Mitarbeiter waren in diesem Zweig der Bernsteinförderung tätig. 1881 wurden auf diese Weise rund 14 Tonnen Bernstein vom Meeresgrund gehoben, 1883 waren es nur noch etwas mehr als zwei Tonnen (zum Vergleich: Im selben Jahr förderte das Unternehmen rund 88 Tonnen durch Bergbau und rund 75 Tonnen durch Bernsteinbaggerei). Obwohl Stantien & Becker durchaus geneigt waren, den 1891 auslaufenden Pachtvertrag zu verlängern, wurde das Bernsteintauchen infolge von Protesten der Strandpächter, deren Erträge deutlich zurückgegangen waren, schließlich eingestellt.
Die Bernsteinbaggerei begann im Kurischen Haff bei Schwarzort auf der Kurischen Nehrung, nachdem der Hafenbauinspektor von Memel erstmals im Jahre 1855 erkannte, dass Baggergut aus der Unterhaltung der Fahrrinne beträchtliche Mengen an Bernstein enthielt. Stantien & Becker übernahmen 1861 die Freihaltung der Fahrrinne auf eigene Kosten gegen Überlassung des Bernsteins. Darüber hinaus zahlte das Unternehmen für jeden Tag, an dem gebaggert wurde, an die Regierung 30 Mark, ab 1863 waren es 45 Mark und im Jahre 1868 erhöhte sich dieser Betrag nochmals auf nunmehr 75 Mark pro Tag und in der Zeit von 1868 bis 1874 waren es schließlich 601,50 Mark je Arbeitstag. Ab 1874 trat ein neuer Vertrag in Kraft, in dem die von Stantien & Becker an den Staat zu entrichtende sogenannte Entschädigungssumme in Form einer Jahrespauschale von anfänglich 213.500 Mark festgelegt wurde. Der Erhöhung der Abgaben stand eine stetige Erweiterung des Gebietes gegenüber, in dem das Unternehmen Bernstein fördern durfte. Im Jahre 1864 wurden vor Schwarzort etwa 17 Tonnen Bernstein gefördert, 1883 waren es sogar mehr als 75 Tonnen. Mit der Erweiterung des Fördergebietes ging eine Aufstockung des Umfangs der technischen Ausrüstung einher. Mit 22 Dampfbaggern (Eimerkettenbagger), unterstützt durch fünf Dampfboote und bis zu 45 Prähme wurden schließlich im Jahre 1883 mehr als 75 Tonnen Bernstein gefördert. Für die Flotte wurde ein eigener Hafen in Schwarzort gebaut (an der Stelle befindet sich heute der Bootshafen von Juodkrante) sowie eine Reparaturwerft eingerichtet. Ferner unterhielt das Unternehmen eine Kesselschmiede und eine Maschinenfabrik vor Ort. Zu der Zeit waren rund eintausend Menschen in der Bernsteinbaggerei und ihren Nebenbetrieben beschäftigt. Der Baggerbetrieb wurde 1890 aufgrund deutlich nachlassender Förderergebnisse eingestellt.
Die Bernsteingewinnung im Tagebau durch die Firma Stantien & Becker begann im Jahre 1870 am Strand von Warnicken und wurde 1873 auf einen rund 500 Meter langen parallel zur Küste verlaufenden Landstreifen in der Nähe der damaligen Rittergutes Palmnicken ausgedehnt. Der letztgenannte Abschnitt wurde aufgrund der hier erheblichen Mächtigkeit der Bernstein führenden Blauen Erde gewählt. Auch zuvor, in den 60er Jahren des 19. Jahrhunderts, wurde Bernstein schon systematisch im Tagebau zumeist von den Grundbesitzern selbst gefördert. Der Abbau erfolgte zumeist nur in den Sommermonaten in der als Seeberge bezeichneten steilen samländischen Westküste. In zeitgenössischen Berichten ist ohne nähere Quantifizierung von „nicht unbedeutenden“ Mengen die Rede. Stantien & Becker revolutionierte den Abbau in technisch-organisatorischer Hinsicht und förderte den Bernstein aus der teils mehr als 15 Meter unter NN liegenden Blauen Erde ganzjährig. Im Jahre 1875 wurde mit der Grube „Palmnicken“ (auch Grube „Henriette“ genannt) der erste Tiefbau angelegt, 1883 folgte die Grube „Anna“. Die Frauennamen dieser gut belegten Gruben gehen auf Familienangehörige von Moritz Becker zurück. Die Lage einer angeblich weiteren Grube („Walter“) ist nicht mehr rekonstruierbar. Die in der Nähe des Bahnhofs von Palmnicken angelegte Grube „Henriette“ soll im ersten Jahr rund 85 Tonnen Bernstein erbracht haben. Als besonders ertragreich galt die Grube „Anna“, die auch nach Verkauf des Unternehmens an den Preußischen Staat noch bis 1922 von diesem weiterbetrieben wurde. Im Jahre 1887 waren in Palmnicken etwa 900 Arbeiter beschäftigt. Die jährliche Gesamtförderung in Ostpreußen lag im letzten Viertel des 19. Jahrhunderts zwischen 200 (im Jahre 1876) und 500 Tonnen (im Jahre 1894), wovon der größte Teile auf das Samland und hiervon wiederum der weitaus überwiegende Anteil auf die Firma Stantien & Becker entfielen. Die Grube „Anna“ soll in den Jahren 1892 bis 1896 im Jahresdurchschnitt allein knapp 500 Tonnen Bernstein erbracht haben.
Mit der Eröffnung der oben erwähnten Gruben beschränkte sich die Bernsteinförderung nahezu ausschließlich auf den Tiefbau. Nennenswerte Bernsteinmengen im Tagebau wurden erst wieder von dem staatlichen Nachfolgeunternehmen ab etwa 1917 gewonnen, bis schließlich der Tiefbau im Jahre 1923 vollständig vom Tagebau abgelöst wurde (mit einer Förderung von 400 bis 500 Tonnen jährlich).
Eine anschauliche Schilderung der Bernsteinförderung an der samländischen Küste verdanken wir dem langjährigen geologischen Berater des Unternehmens, Richard Klebs:

„… Das Ei des Columbus bei der ganzen Anlage bestand darin, daß man von einem großen Tagebau am Seeufer aus einen Stollen in die blaue Erde hineinführte und erst, als dieser durch Zimmerung festgelegt war durch einen Schacht von oben her den Stollen erreichte. Die dadurch freigemachten kolossalen Wassermassen fanden durch diesen freien Abfluß in eine bedeutend unter dem Seespiegel liegende Grube des Tagebaues, aus welchem Hebewerke das Wasser in die Ostsee pumpten. So nur war es möglich, den Schacht von unten her in die Höhe zu führen und die Wassermassen der höher liegenden Triebsande abzuschneiden. … Nun erst begann ein ausgedehnter Abbau, die Stollen wurden nach allen Richtungen weitergeführt, um die blaue Erde zu gewinnen. … Bis jetzt [hat man] Stollen abgebaut, deren Gesamtlänge auf 250 Kilometer zu veranschlagen ist. … [Im Stollen] geht der sogenannte Hauer vorsichtig vorwärts, lockert mit der Spitzhacke die blaue Erde des Stollens … [und] … achtet darauf, daß die größeren Bernsteinstücke nicht zertrümmert, sondern in Säcken gesammelt werden, die jeder Bergmann um den Hals gehängt bei sich trägt. Die losgelöste Erde wird in Wagen von 1/2 Kubikmeter Inhalt durch Pferde in den Förderschacht geschafft … [wo sie] in die Höhe gehoben und ihres Inhaltes in geeignete Kippvorrichtungen entledigt [werden]. Dieser fällt in einen großen kastenförmigen Raum, in welchen sich die Wassermassen der Bergwerkspumpen in dicken Strahlen ergießen. …“

Im weiteren Verlauf dieses Berichtes wird die Lese des Bernsteins aus der gelösten Blauen Erde und dessen Sortierung nach Größe und Qualitäten in „fast hundert Handelssorten“ geschildert. Hiermit waren in gesonderten Sälen bis zu 250 Personen beschäftigt.

## Wissenschaftliche Sammlung
Ab 1876 beschäftigte Stantien & Becker den an der königlich Preußischen Geologischen Landesanstalt tätigen Geologen Richard Klebs als wissenschaftlichen Berater. Klebs unterstützte das Unternehmen bei der Suche nach zum Abbau geeigneten Bernsteinvorkommen in Palmnicken. Im Zuge dieser Tätigkeit baute Klebs eine unternehmenseigene Bernsteinsammlung auf, die hauptsächlich aus Stücken mit organischen Einschlüssen bestand. Klebs organisierte für Stantien & Becker auch Bernsteinausstellungen in Chicago, Paris, St. Petersburg, St. Louis und London.
Die sehr umfangreiche Sammlung (1889 erschien ein Katalog des firmeneigenen Museums mit 26.000 Nummern, die Sammlung muss in den Jahren danach aber noch deutlich gewachsen sein) und die Privatsammlung von Richard Klebs bildeten später zusammen mit der Sammlung der königlich Physikalisch-ökonomischen Gesellschaft zu Königsberg den Grundstock der mit mehr als 100.000 Stücken weltweit größten Bernsteinsammlung der Albertus-Universität zu Königsberg. Durch Bombenangriffe im Zweiten Weltkrieg wurde der größte Teil der Sammlung zerstört. Die rund 17.000 erhalten gebliebenen Stücke befinden sich heute im Institut und Museum für Geologie und Paläontologie (IMGP) der Universität Göttingen.

## Soziale Leistungen

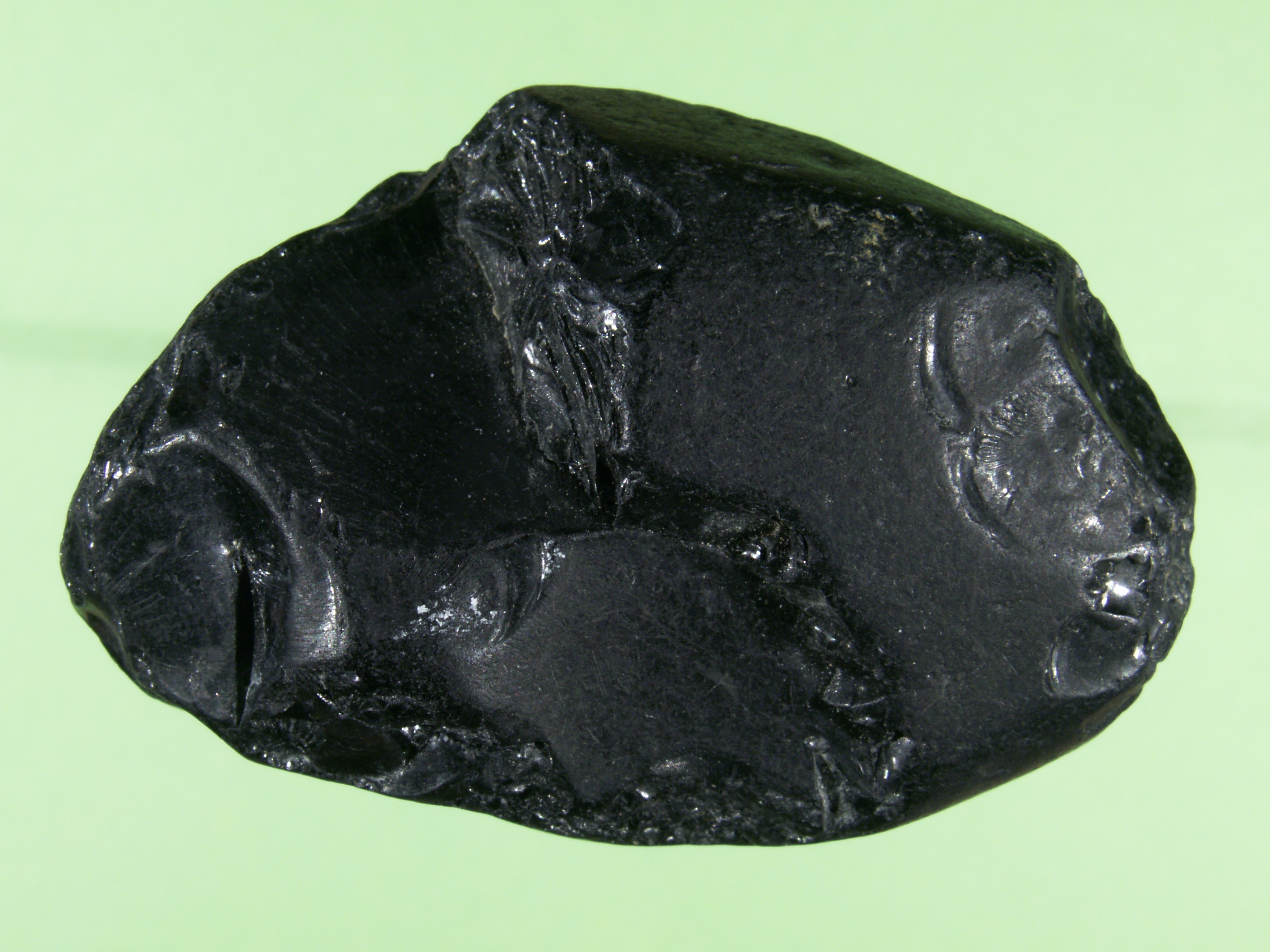
Stantienit aus Bitterfeld; Sammlung: Naturkundliches Museum Mauritianum Altenburg

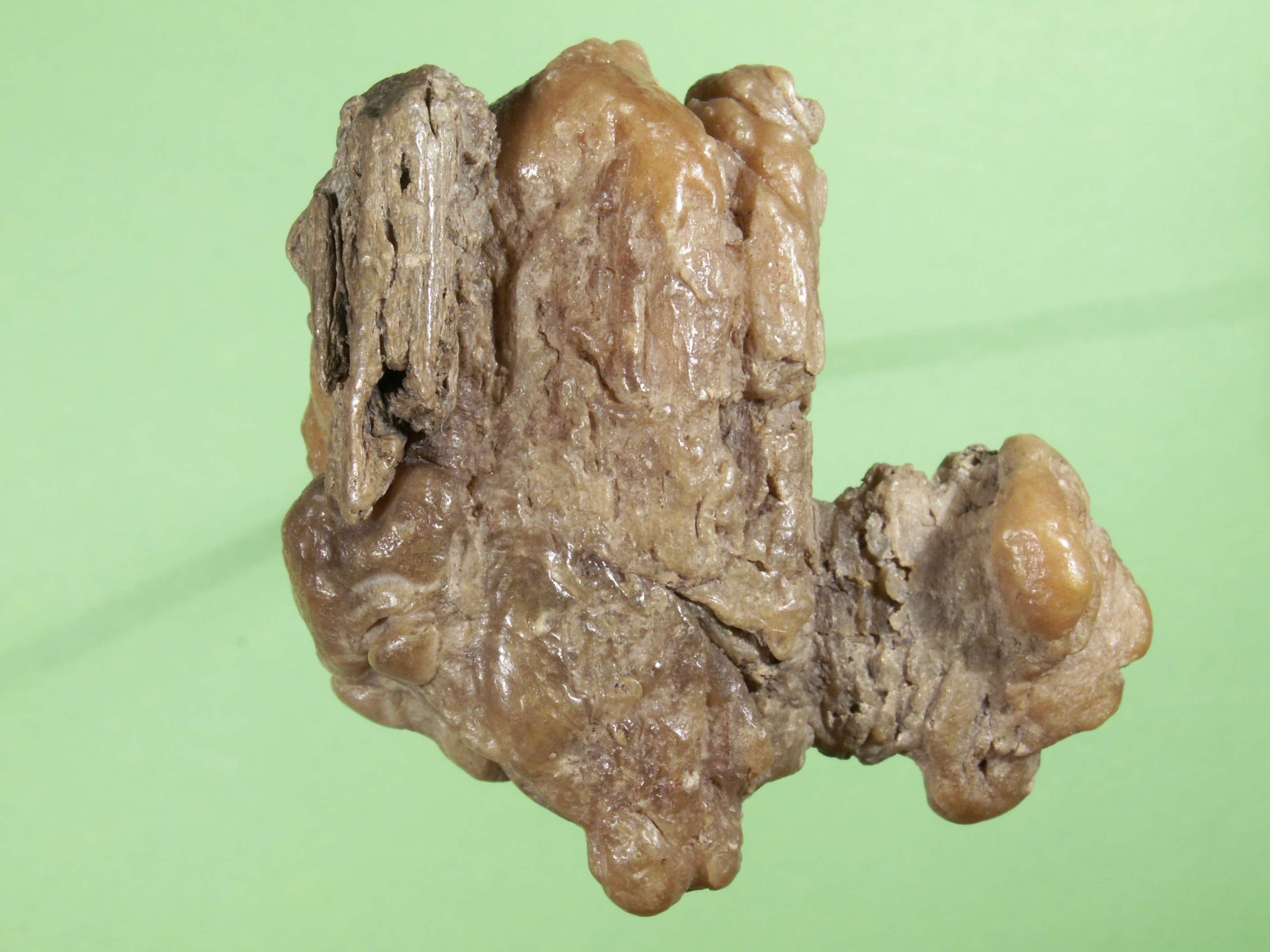
Beckerit aus Bitterfeld, Naturform, Größe: 54 mm; Sammlung: Naturkundliches Museum Mauritianum Altenburg.

Für die damalige Zeit ungewöhnlich unterhielt die Firma Stantien & Becker ein Krankenhaus, eine Betriebskrankenkasse und eine Pensionskasse. In Schwarzort wurde eine Schule errichtet und in Palmnicken eine evangelische Kirche.

## Beckerit und Stantienit
Zwei der zusammen mit dem Baltischen Bernstein (Succinit) im Ostseeraum vorkommenden akzessorischen Harze (Bernsteinvarietäten, die nicht Succinit sind) wurden nach den Inhabern der Firma „Stantien & Becker“ als Stantienit und Beckerit benannt. Beide Bernsteinvarietäten kommen auch in Bitterfeld vor.